# Рубі Бріджес
Рубі Нелл Бріджес Голл (нар. 8 вересня 1954) — американська правозахисниця. 14 листопада 1960 р. вона поступила в початкову школу Вільяма Франца, ставши першою афроамериканською дитиною, що навчалася в школі для білих (all-white) під час кризи десегрегації школи в Новому Орлеані. Вона зображена на картині Нормана Роквелла «Проблема, з якою ми всі живемо» 1964 року.

## Раннє життя
Бріджес була старшою з п'яти дітей, народжених від Абона та Люсіль Бріджес. У дитинстві вона допомагала у вихованні своїх молодших братів і сестер, їй подобалося лазити по деревах, грати зі скакалкою та в софтбол. Коли їй було чотири роки, сім'я переїхала з Тайлертауна, штат Міссісіпі, де народилася Бріджес, до Нового Орлеана, штат Луїзіана. У 1960 році, коли їй було шість років, її батьки погодились на запит Національної асоціації сприяння прогресу кольорового населення (NAACP), що запропонувала взяти участь у інтеграції в шкільну систему Нового Орлеану, хоча її батько вагався.

## Передумови
Рубі Бріджес народилася в розпал руху за громадянські права. За три місяці і двадцять два дні до її народження в рамках справи Brown v. Board of Education було прийнято рішення про незаконність сегрегації в освіті. Попри ухвалу суду, в наступні шість років південні штати чинили супротив інтеграції афроамериканців та метисів. І керівництво штатів, і багато простих людей не хотіли, щоби школи були інтегровані. У 1957 р. федеральні війська були спрямовані до Літл-Рок, штат Арканзас, щоб супроводжувати учнів, відомих як дев'ятеро з Літл-Рок для боротьби з насильством, що почалося в результаті їх зарахування в школу. Під значним тиском федерального уряду, Рада парафіяльної школи Орлеана провела вступні іспити для учнів з наміром не допустити чорношкірих дітей до «білих» шкіл.

## Інтеграція
Бріджес відвідувала сегрегований дитячий садок у 1959 році. На початку 1960 року Бріджес стала одною з шести афроамериканських дітей у Новому Орлеані, які склали іспит, що дозволяв їм відвідувати початкову школу Вільяма Франца, де на той час навчали виключно білих дітей. Двоє з шести учнів вирішили залишитися у своїй старій школі, троє дітей були переведені до школи МакДоноха № 19 і стали відомі як Трійка з МакДонаха. Рубі Бріджес єдина скористалась нагодою та почала навчання в престижній школі Вільяма Франца. В перший день навчання її супроводжували до школи мама та чотири федеральні маршали. У наступні дні того року федеральні маршали продовжували супроводжувати Бріджес, а мати залишилася вдома, доглядаючи інших дітей.

Будівля початкової школи Вільяма Франца в 2010 році

Батько Бріджес від початку був проти, але мати вважала, що цей вчинок необхідний не тільки для того, щоб дати її власній дочці кращу освіту, але і для того, щоби «зробити цей крок вперед… для всіх афроамериканських дітей». Її мати нарешті переконала батька відпустити доньку до школи.
Розпорядженню судді Дж. Скеллі Райта про початок роботи інтегрованих шкіл у Новому Орлеані в понеділок, 14 листопада 1960 року присвячена картина Нормана Роквелла «Проблема, з якою ми всі живемо» (опублікована в журналі Look 14 січня, 1964). Бріджес описувала той день: «Під'їжджаючи, я бачила натовп і, живучи в Новому Орлеані, я насправді думала, що це Марді Гра (місцевий карнавал). Біля школи був великий натовп людей. Вони кидали речі і кричали, а таке відбувається в Новому Орлеані на Марді Гра». Колишній заступник маршала Сполучених Штатів Чарльз Беркс пізніше згадував: «Вона показала велику мужність. Вона ніколи не плакала. Вона не скиглила. Вона просто йшла, як маленький солдатик, і ми всі дуже пишаємося нею».

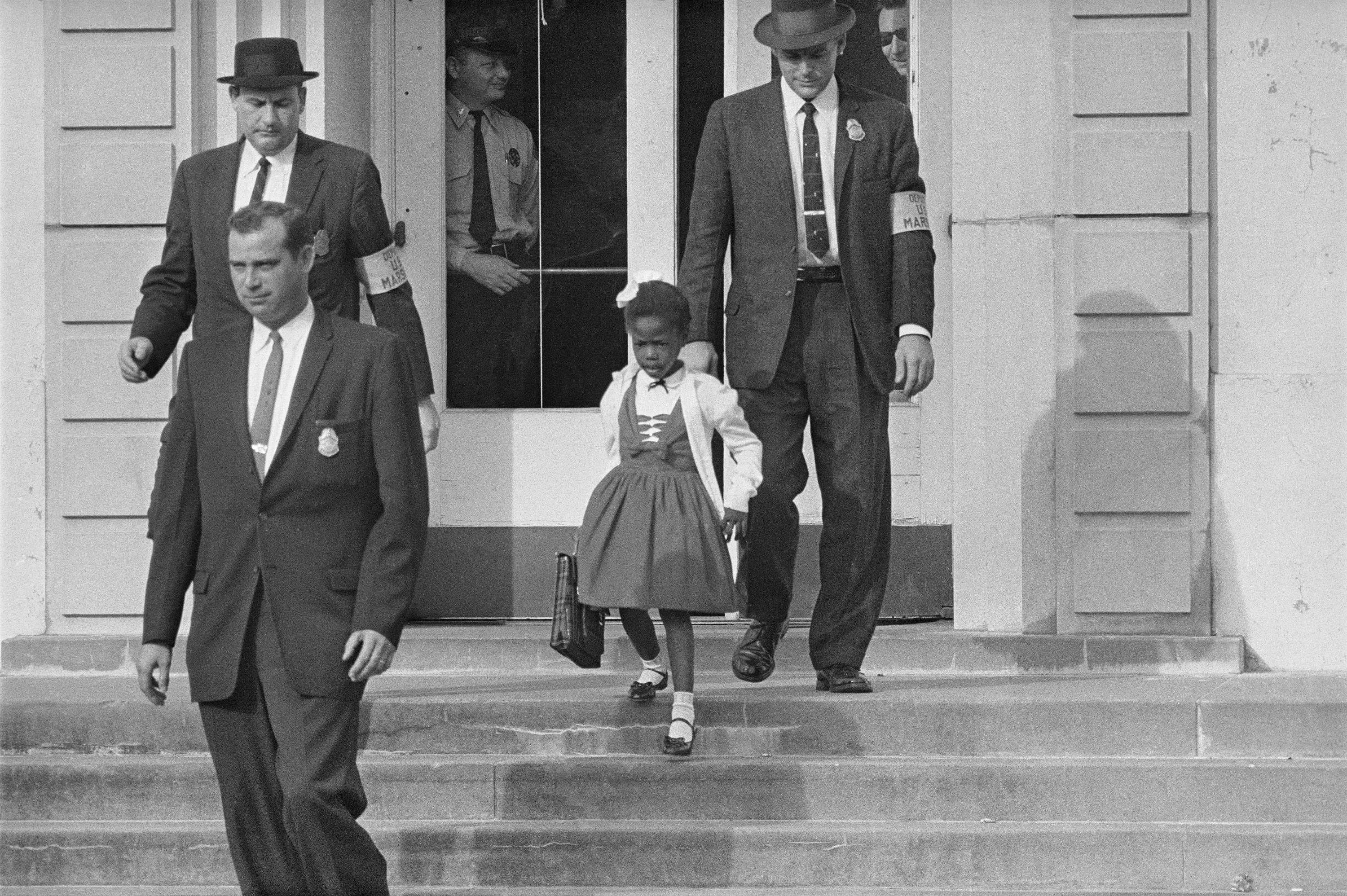
Маршали США супроводжували Бріджес до школи та зі школи

Щойно Бріджес поступила до школи, білі батьки почали бойкот, забравши власних дітей; всі вчителі, за винятком однієї вчительки, відмовилися викладати. Єдиною людиною, що погодилася працювати з Рубі Бріджес, була Барбара Генрі з Бостона, штат Массачусетс, понад рік Генрі навчала її сам-на-сам, «як ніби вона викладала цілому класу».
Того першого дня Бріджес та її мати провели цілий день у кабінеті директора; хаос у школі не дозволив їм потрапити до класу до другого дня. На другий день перший білий учень порушив бойкот і увійшов до школи, коли 34-річний священик-методист Ллойд Андерсон Форман провів свою п'ятирічну доньку Пем крізь розлючений натовп, сказавши: «Я просто хочу мати привілей водити свою дитину до школи». Через кілька днів інші білі батьки почали приводити своїх дітей, і протести почали вщухати. Тим не менш, Рубі залишалася єдиною дитиною у своєму класі, як і наступного року. Через погрози (коли Бріджес заходила до школи, одна жінка кричала, що отруїть її, а інша тримала в труні чорну ляльку) маршали США, відправлені президентом Ейзенхауером, наглядали за її безпекою, дозволяли Бріджес їсти тільки ту їжу, яку вона принесла з дому.
Дитячий психіатр Роберт Коулз зголосився надавати консультації Бріджес протягом першого року її навчання. Він щотижня зустрічався з нею в будинку її батьків, а пізніше написав дитячу книгу «Історія Рубі Бріджес», щоб познайомити інших дітей з історією дівчинки. Коулз пожертвував авторські гонорари від продажу цієї книги Фонду Рубі Бріджес, щоб забезпечити гроші на шкільне приладдя чи інші освітні потреби для бідних школярів Нового Орлеана.
Сім'я Бріджес постраждала за рішення відправити доньку до школи Вільяма Франца: її батько втратив роботу на заправній станції; продуктовий магазин, у якому сім'я робила покупки, відмовився їх обслуговувати; орендодавці розірвали договір із її дідусем та бабусею, що винаймали ділянку в Міссісіпі; Абон і Люсіль, батьки Рубі розлучилися. Рубі Бріджес згадувала, що багато інших людей у громаді, як чорні, так і білі, виявляли підтримку різними способами. Деякі білі сім'ї не дотримувались бойкоту школи, незважаючи на тиск інших, сусідка надала батькові нову роботу, інші сусіди приглядали за дітьми, спостерігали за будинком та машиною федеральних маршалів під час поїздок до школи. Лише коли Бріджес стала дорослою, вона дізналася, що бездоганний одяг, який вона носила в школі, надіслав її родині родич психолога Коулза. За її словами, її родина ніколи не могла дозволити собі сукню, шкарпетки та взуття, які задокументовані на фотографіях її супроводу маршалами.

## Доросле життя

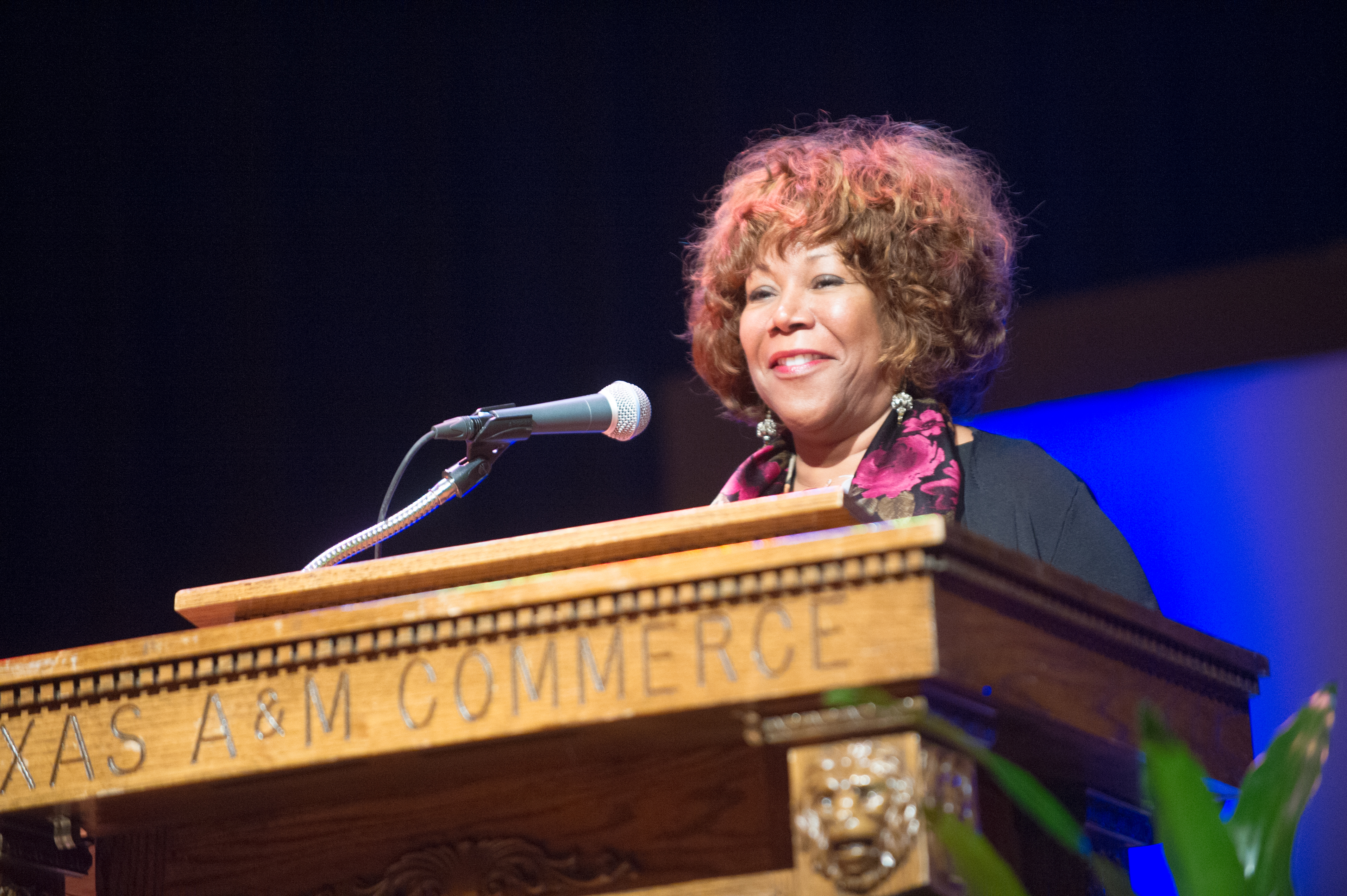
Бріджес виступає в Texas A&M University–Commerce у лютому 2015 року

Бріджес, тепер Рубі Бріджес Голл, досі живе в Новому Орлеані зі своїм чоловіком Малкольмом Голлом та їхніми чотирма синами. Після закінчення десегрегованої середньої школи вона 15 років працювала туристичним агентом, а згодом стала домогосподаркою. Зараз вона є головою фонду свого імені, створеного у 1999 році, щоби пропагувати «цінності толерантності, поваги та прийняття всіх відмінностей». Описуючи свою місію, вона каже: «расизм — хвороба дорослих, і ми повинні припинити використовувати наших дітей для її поширення».
Бріджес є героїнею пісні Лорі МакКенни «Ruby's Shoes». Її дитяча боротьба в початковій школі Вільяма Франца була зображена у телевізійному фільмі 1998 року «Рубі Бріджес».
Як і сотні тисяч інших людей, Бріджес втратила свій будинок через катастрофічну повінь під час урагану Катріна у 2005 році. Ураган також завдав значної шкоди початковій школі Вільяма Франца, і колишня учениця відіграла значну роль у боротьбі за відновлення школи.
У листопаді 2007 року Дитячий музей Індіанаполіса представив нову постійну експозицію, що документує її життя, а також життя Анни Франк і Раяна Вайта. Інсталяція під назвою «Сила дітей: змінотворення» обійшлася в 6 мільйонів доларів і включає автентичне відтворення класної кімнати першого класу Бріджес.
У 2010 році Бріджес відвідала 50-річну зустріч випускників початкової школи Вільяма Франца та побачилася з Пем Форман Тестроет, котра у віці п'яти років була першою білою дитиною-порушницею бойкоту, що виник через зарахування Рубі до цієї школи.

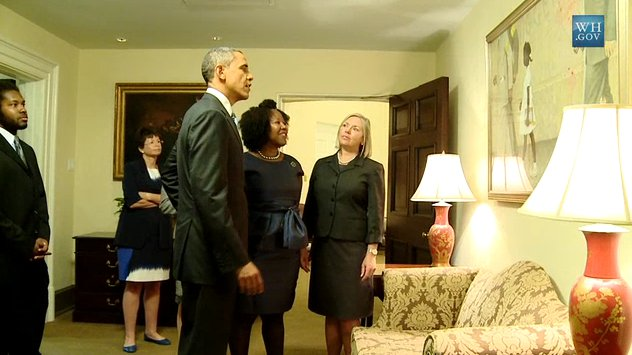
Бріджес і президент Барак Обама розглядають картину Роквелла в Білому домі (відео)

15 липня 2011 року Бріджес зустрілася з президентом Бараком Обамою в Білому домі, і, розглядаючи картину Нормана Роквелла, він сказав їй: «Я думаю, було б справедливо сказати, що якби не було вас, мене не було б тут, і ми б не дивилися на це разом». Картина Роквелла експонувалася в західному крилі Білого дому, неподалік від Овального кабінету, з червня по жовтень 2011 року.

## Нагороди та відзнаки
У вересні 1995 року Бріджес і Роберт Коулз були нагороджені почесними ступенями коледжу Коннектикута і вперше з'явилися разом на публіці, щоб прийняти нагороди.
У 2000 році книга Рубі «Моїми очима» отримала книжкову премію Картера Г. Вудсона.
8 січня 2001 року президент Білл Клінтон нагородив Бріджес Президентською медаллю.
У листопаді 2006 року Бріджес була удостоєна звання «Герой проти расизму» на 12-й щорічній Лізі проти дифамації «Концерт проти ненависті» з Національним симфонічним оркестром, що відбувся у Центрі Кеннеді у Вашингтоні, округ Колумбія.
19 травня 2012 року Бріджес отримала почесний ступінь від Університету Тулейна на щорічній церемонії вручення дипломів у Superdome.
Дві початкові школи названі на честь Бріджес: одна в Аламеді, Каліфорнія, та інша в Вудінвіллі, штат Вашингтон. Статуя Бріджес встановлена у дворі початкової школи Вільяма Франца.

## Праці
- Bridges, Ruby (1999). Through My Eyes (вид. 1st). New York, NY: Scholastic Press. ISBN 0590189239. OCLC 40588556.
- Bridges, Ruby (2009). Ruby Bridges Goes To School: My True Story. New York, NY: Scholastic Press. ISBN 9780545108553. OCLC 230915434.
- Bridges, Ruby (2020). This Is Your Time. New York, NY: Delacorte Press. ISBN 9780593378526.